# موت عسير
الموت العسير (بالإنجليزية: Dysthanasia)‏ هو مُصطلحٌ طبي يعني «الموت الصعب أو السيء» ويعتبر خطأ شائع من الطب الحديث.
يحدث الموت العسير عندما تتم إطالة الحياة البيولوجية للشخص الميت باستعمال تقنياتٍ تكنولوجية بغض النظر عن جودة حياة الشخص. يمكن استعمال تقنياتٍ لإطالة عملية الموت مثل: مقوم نظم القلب مزيل الرجفان القابل للزرع، والتهوية الاصطناعية، والأجهزة المساعدة البطينية، والأكسجة الغشائية خارج الجسم.
يُستعمل مصطلح الموت العسير (Dysthanasia) عمومًا عندما يُبقى الشخص على قيد الحياة بشكل مُصطنع بدافعٍ خفي كون لا يُمكن إبقائه حيًا طبيعيًا. استخدم هذا المصطلح كثيرًا في تحقيقات وفاة سائق الفورمولا ون آيرتون سينا في عام 1994.

## التسمية
يعود أصل المُصطلح (Dysthanasia) إلى اللغة اليونانية، حيثُ (-dys) تعني عسير أو صعب أو سيء، أما (thanasia-) تعني الموت.